# Yoshio Miura
Yoshio Miura (Chiba, 1920) és un criminal de guerra japonès durant la Segona Guerra Mundial. En setembre de 1941 matà dos camperols xinesos per amagar armes; en abril de 1942 amenaçà una dona d'entre 27 i 28 anys amb una baioneta i la violà; en agost de 1942 torturà junt a altres japonesos uns 74 camperols dels quals 11 ell matà; en juliol de 1942 tiraren un camperol a un pou sec i després li llançaren una roca de cinquanta kg; i torturà i matà un camperol junt altres companys.